# Gaberowo (obwód Burgas)
Gaberowo (bułg. Габерово) – wieś w Bułgarii, w obwodzie Burgas, w gminie Pomorie. W 2023 roku liczyła 611 mieszkańców.